# Graskantensteker

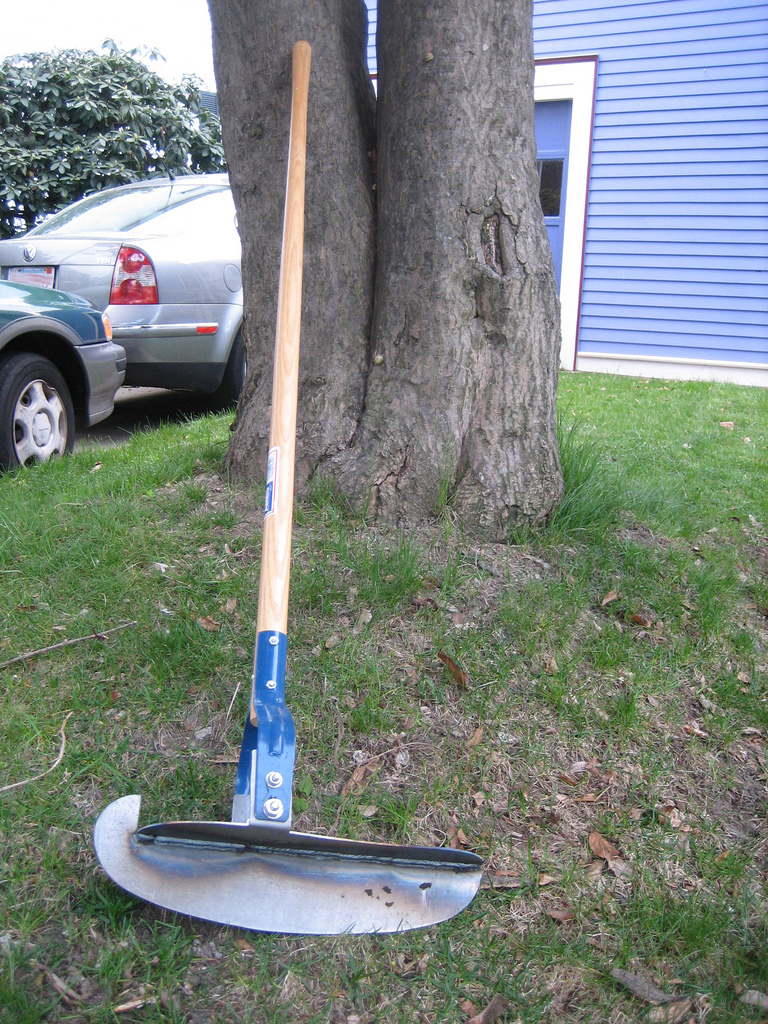
Een kantensteker.

Een graskantensteker, kantensteker of kantenrechter is een stuk tuingereedschap waarmee men de rand van een grasveld kan afsteken. 
Het blad van dit gereedschap heeft de vorm van een halve maan. Het ronde snijvlak ervan is maar aan één kant geslepen. De bovenkant van het blad is dikwijls omgebogen en vlak, waardoor er met de voet meer kracht op kan worden uitgeoefend. De houten steel is ongeveer een meter lang, het uiteinde is meestal voorzien van een dwars geplaatst handvat.

## Gebruik
Sommige grassoorten, zoals gewoon struisgras en roodzwenkgras vormen sterke uitlopers. Hierdoor wordt een grasveld steeds groter, en zal het over de paden gaan groeien. Zeker bij een  gazon moet men de rand af en toe afsteken. Dit zogenoemde kantsteken hoeft niet zo vaak, meestal is twee keer per jaar voldoende. Wel is het nodig om tussentijds het gras dat over de rand heen groeit bij te knippen. Hiervoor wordt vaak een graskantenschaar of ook wel een trimmer gebruikt.
Bij het afsteken hoeft men niet telkens het snijvlak helemaal uit de grond te tillen. Het is vaak handiger om het blad na elke steek er maar half uit te tillen en door te schuiven. Door de rand enigszins schuin af te steken, brokkelt deze niet zo snel af als er op gelopen wordt. Vaak wordt een lijntje gespannen om er voor te zorgen dat de graskant tijdens het afsteken recht blijft. Slechte (ingevallen) gedeelten (plaggen) langs de kant kunnen met een bats worden omgedraaid, zodat de kant weer recht is. Er kan ook met een spade worden afgestoken indien er geen kantensteker voorhanden is. De kanten worden dan minder recht omdat het blad van een spa enigszins hol is.

## Machinaal kantsteken
Tegenwoordig wordt voor het onderhoud van de grasperken in openbaar groen een motorisch aangedreven kantensnijmachine gebruikt. Deze snijdt door middel van een ronddraaiend blad. Zo'n machine kan ook vaak worden gehuurd bij tuincentra voor gebruik in de tuin, wat handig is als je een groot grasveld hebt in je tuin.